# El médico (película de 2013)
El médico (Der Medicus, en alemán) es una película histórica alemana de 2013 dirigida por Philipp Stölzl y basada en la novela homónima de Noah Gordon. El filme está ambientado en el siglo XI y sigue al personaje interpretado por Tom Payne, quien, tras perder a su madre a causa de una extraña enfermedad, quiere dedicarse a la medicina viajando para ello a Persia, para aprender con el médico Avicena.
El estreno de la producción tuvo lugar el 25 de diciembre de 2013 en los cines alemanes y obtuvo un abrumador éxito de taquilla, con el que los productores obtuvieron un Premio Bogey, al alcanzar un millón de espectadores en los primeros diez días.

## Argumento
Durante el siglo XI, Edad Media, en Inglaterra, la ciencia ha ido decreciendo bajo el pretexto de la Iglesia Católica de acabar con la "magia negra". En aquella época, el conocimiento de las enseñanzas de médicos como Hipócrates y Galeno ha desaparecido. En consecuencia, las enfermedades campan a sus anchas en el territorio británico, en el que un cirujano barbero (Stellan Skarsgård) recorre la geografía para tratar a la población enferma.
El joven Robert Cole (Tom Payne) queda huérfano tras la muerte de su madre por apendicitis (a la que llaman «enfermedad del costado»). Desamparado, decide acompañar al barbero errante, quien le irá enseñando servicios básicos de medicina al tiempo que le ofrece cobijo. Como aprendiz no tarda en ser consciente de las limitaciones de la medicina. Sabe que su mentor no podrá seguir enseñándole cosas, ya que ya había aprendido prácticamente todo lo que su mentor le había enseñado, y que era hora de pasar a un nivel más  avanzado. Cole quiere aprender mucho más de medicina, explorar, viajar a lugares y aprender más conocimientos, para llegar a ser un gran médico.
Un día su mentor empieza a sufrir de cataratas y urge ser tratado. Tras ser operado de ellas por un médico judío, Cole empieza a interesarse por la cultura judía y entabla amistad con los hijos de este: Jesse y Benjamin, quien le enseña un mapa del mundo y le habla de Avicena (Ben Kingsley), que enseña medicina en la ciudad de Isfahán (Persia) mediante la medicina bizantina (evolucionada a partir de la griega) y la medicina persa. Decidido a aprender la profesión, Cole emprende el camino hacia la madrasa de Avicena en Isfahán. A lo largo del trayecto adopta el nombre de Jesse Benjamin a la vez que se practica la circunsición por su cuenta, para ocultar su identidad religiosa puesto que los cristianos son proscritos. Durante la travesía del desierto coincide con Rebecca (Emma Rigby) con la que entabla una amistad que a lo largo de la película se hará cada vez más cercana.
Una vez en Isfahán y tras varios vaivenes, Avicena le enseña tanto medicina científica como filosofía. Rob no tarda en aprender historia y pruebas médicas, desde las pulsaciones hasta el uso de tranquilizantes e incluso anestesia, donde coinciden con muchos estudiantes y viajeros de lugares lejanos como la India o China. Estando en Isfahán, la cual es amenazada por una horda Selyúcida la población sufre un brote de peste que diezma a los ciudadanos mientras los médicos tratan de curarles sin éxito, hasta que Rob Cole descubre que el problema radica en la higiene del lugar, por lo que propone exterminar a las pulgas, las ratas y quemar los cadáveres y las ratas muertas, así como usar trajes de protección basados en el burka, lo que controla la situación. Cole sigue investigando sobre el hasta entonces desconocido interior del cuerpo humano. Mientras, Rebecca comete adulterio con él, siendo sentenciada a lapidación mientras que Cole es acusado de nigromancia ya que fue pillado in fraganti diseccionando un cadáver, Avicena se ve arrastrado también al ser mentor de Cole y ambos son condenados a muerte por un tribunal conformado por el ulema de la ciudad; Cole confiesa desesperado su tapadera, clamando no ser judío sino cristiano y que ni ellos ni Avicena merecen la injusticia de ser perseguidos por sus ideas o religiones, pero los mulás deciden no creerle, el Shah, quien ya había felicitado a Cole y Avicena por sus esfuerzos frente a la epidemia ahora sufre la Enfermedad de costado y rescinde la condena, Cole, ya que es el único que ha visto lo que provoca la enfermedad opera al Shah con el apoyo de Avicena y algunos amigos Judíos extirpándole el apéndice con éxito sin embargo, ya que los Selyúcidas están a las puertas de la ciudad el Sol del Estado decide encontrar la muerte en el fragor de la batalla y no postrado en una cama, por otro lado Rebecca es declarada bajo protección del Shah y por ende quienes iban a lapidarla no la pueden tocar. 
Las máximas autoridades islámicas en todo ese tiempo estuvieron adoctrinando que las nuevas ciencias de habían traído el "castigo divino" por considerarlas una nigromancia, lo que genera revueltas contra el Shah, cuyos partidarios son masacrados por los ulemas y los mulás, tras lo que se mata y expulsa a los judíos, los médicos y alumnos de la madraza, que es destruida, el Shah se lanza al frente de una carga de caballería contra los Selyúcidas, la batalla resulta en victoria para los últimos y la muerte del Shah en combate. Avicena, quien espera la muerte en la biblioteca de la madraza que se está quemando le pide a Cole que huya y enseñe todo lo que han aprendido de él para que la medicina siga progresando pero él se queda alegando que por su vanidad de esperar que le honren en el futuro merece las llamas, Cole le anima a irse con él pero ya incluso tomó un frasco de veneno, Avicena lo calma y muere en la madraza. Ya sin el Shah, el resto de los soldados, como señal de rendición lanzan sus banderas a los píes del caudillo de los Seléucidas quien entra en la ciudad siendo recibido por el Ulema sin embargo nadie parece estar satisfecho con la caída del Shah. Cole, Rebecca, los judíos y estudiantes supervivientes de la madraza se marchan de la ciudad a través de una ruta de la que el Shah le había hablado a Cole, la pareja comienza el viaje de regreso a Inglaterra.
Un tiempo después en Londres, el cirujano barbero se anuncia en las calles cuando un niño le dice que Cole ha regresado de Persia con los Judíos y han montado un hospital donde no solo se le da cuidado médico a los enfermos sino también varias comodidades, el antiguo mentor de Cole, incrédulo quiere ver todo él mismo y se va con el niño que le guía al hospital de Cole, a verle después de tanto tiempo.

## Reparto
- Tom Payne – Rob Cole/Jesse Ben Benjamin
- Emma Rigby – Rebecca
- Ben Kingsley – Ibn Sina
- Stanley Townsend – Bar Kappara
- Olivier Martinez – Shah Ala ad-Dawla
- Fahri Yardım – Davout Hossein
- Stellan Skarsgård – Cirujano Barbero
- Elyas M'Barek – Karim
- Adam Thomas-Wright - Rob Cole (joven)